# 黄席椿
黄席椿（1912年—1986年），男，江西九江人，中国无线电工程专家，曾任西安交通大学教授、博士生导师。